# Pilar Sansó Fuster
Maria Pilar Sansó Fuster (Sant Joan, Mallorca, 13 d'abril de 1974) és una política mallorquina, diputada al Parlament de les Illes Balears en la VIII legislatura.

## Biografia
El 2001 es llicencià en Ciències Empresarials a la Universitat de les Illes Balears. De 2004 a 2007 fou tècnica a les oficines d'Inca i Manacor de la Cambra de Comerç de Mallorca i des del 2009 és funcionària del cos de gestió.
Militant del PSIB-PSOE, ha estat secretària d'Economia i Turisme a la Federació Socialista de Mallorca, ha sigut candidata al seu municipi a les eleccions municipals espanyoles de 2003.
Del 2007 al 2011 fou membre del Consell Insular de Mallorca i el 2 de maig de 2012 va substituir en el seu escó Rosamaria Alberdi Castell, elegida diputada a les eleccions al Parlament de les Illes Balears de 2011. De 2012 a 2015 ha estat vicepresidenta de la Comissió d'Economia del Parlament Balear.
En juliol de 2015 fou nomenada directora general de Comerç i Empresa de la Conselleria de Treball, Comerç i Indústria del Govern de les Illes Balears.